# Pimentel (ort)
Pimentel är en ort i Dominikanska republiken.   Den ligger i provinsen Duarte, i den centrala delen av landet, 80 km norr om huvudstaden Santo Domingo. Pimentel ligger 42 meter över havet och antalet invånare är 9 550.
Terrängen runt Pimentel är platt. Runt Pimentel är det ganska tätbefolkat, med 166 invånare per kvadratkilometer. Närmaste större samhälle är La Mata, 11,2 km sydväst om Pimentel. Omgivningarna runt Pimentel är en mosaik av jordbruksmark och naturlig växtlighet.